# Felsritzungen von Ballinloughan
Die Felsritzungen von Ballinloughan liegen im gleichnamigen Townland (irisch Baile an Locháin) 1,6 km nördlich von Little Ash an der Straße nach Inniskeen bei Dundalk im County Louth in Irland. (Ein Townland gleichen Namens gibt es auch im County Antrim in Nordirland.)
Ursprünglich gab es hier fünf Felsen mit Cup-and-Ring-Markierungen, von denen drei 1980 mutwillig zerstört wurden. Sie wiesen das in Irland seltene Ring-Design auf, wie es auch die Felsritzungen von Ormaig in Argyll and Bute in Schottland zeigen. Die Schälchen (englisch cups) auf dem Stein und auf einigen der anderen in einer Reihe von Petroglyphen in Louth und im Monaghan waren deutlich zu sehen und leicht zu finden. Ein weiterer Stein befindet sich im National Museum in Dublin.